# Kanton Caen-9
Kanton Caen-9 (fr. Canton de Caen-9) byl francouzský kanton v departementu Calvados v regionu Dolní Normandie. Skládal se pouze z části města Caen. Zrušen byl v roce 2015.